# Giriwarno (Girimarto)
Giriwarno is een bestuurslaag in het regentschap Wonogiri van de provincie Midden-Java, Indonesië. Giriwarno telt 2644 inwoners (volkstelling 2010).